# Amandus Röls
Amandus Röls OSB (~ 10. Juli 1663 in Schwandorf; † 11. September 1748 in Donauwörth) war Abt des Klosters Heilig Kreuz in Donauwörth.

## Leben
Amandus Röls war ein Sohn des Schwandorfer Huf- und Nagelschmieds Johann Fabian Röls. Seine Brüder waren der Augsburger Weihbischof Johann Kasimir Röls und Abt Rogerius Röls von Kloster Kaisheim. Er legte 1680 die Ordensgelübde ab, wurde 1688 Priester und am 19. Februar 1691 zum Abt gewählt.
Wie auch sein Bruder Rogerius in Kaisheim ließ er in den Jahren 1696 bis 1700 das baufällige Kloster um- und in den Jahren 1717 bis 1721 die einsturzgefährdete Stiftskirche in barockem Stil von Grund auf neu erbauen. Bis 1747 wurde auch der Kirchturm neu gebaut. Abt Amandus gelang auch die wirtschaftliche Konsolidierung des Klosters.